# Elezioni generali nel Regno Unito del 1880
Le elezioni generali nel Regno Unito del 1880 si svolsero dal 31 marzo al 27 aprile.
Uno dei grandi tempi delle elezioni fu quello della campagna fu l'incompetenza del governo di Benjamin Disraeli sulle finanze, sulla legislazione interna e sugli affari esteri; la feroce critica fu condotta dal leader liberale William Ewart Gladstone, che attaccò la politica estera di Disraeli tacciandola di immoralità.
I liberali ottennero una delle più larghe maggioranze in queste elezioni, lasciando i conservatori a un lontano secondo posto. In conseguenza della campagna, i leader liberali Spencer Cavendish, VIII duca di Devonshire e George Leveson-Gower, II conte di Granville, si ritirarono in favore di Gladstone, che divenne per la seconda volta Primo Ministro.

## Risultati
| Liste | Liste        | Voti      | %     | Variazione % | Seggi | Variazione seggi |
| ----- | ------------ | --------- | ----- | ------------ | ----- | ---------------- |
|       | Liberale     | 1.836.423 | 54,7% | 2,7%         | 352   | 110              |
|       | Conservatore | 1.426.351 | 42,5% | 1,8%         | 237   | 113              |
|       | Home rule    | 95.535    | 2,8%  | 0,9%         | 53    | 3                |
|       | Indipendenti | 1.107     | 0,0%  | —            | 0     | —                |

|              |              |  |        |        |
| ------------ | ------------ |  | ------ | ------ |
| Liberali     | Liberali     |  | 54,66% | 54,66% |
| Conservatori | Conservatori |  | 42,46% | 42,46% |
| Home rule    | Home rule    |  | 2,84%  | 2,84%  |
| Altri        | Altri        |  | 0,03%  | 0,03%  |

|              |              |  |        |        |
| ------------ | ------------ |  | ------ | ------ |
| Liberali     | Liberali     |  | 53,99% | 53,99% |
| Conservatori | Conservatori |  | 36,35% | 36,35% |
| Home rule    | Home rule    |  | 9,66%  | 9,66%  |